# Lophotriccus
Lophotriccus é um género de aves da família Tyrannidae.

## Espécies
Este género contém as seguintes espécies:
- Lophotriccus pileatus
- Maria-fiteira, Lophotriccus vitiosus
- Maria-topetuda, Lophotriccus eulophotes
- Caga-sebinho-de-penacho, Lophotriccus galeatus